# Parlamentswahl auf den Komoren 1996
Die Parlamentswahlen auf den Komoren 1996 (Élections législatives comoriennes) wurden auf den Komoren am 1. Dezember 1996 durchgeführt mit einer zweiten Wahlrunde in sechs Wahlkreisen am 8. Dezember. Die Rassemblement National pour le Développement (RND, National Rally for Development) errang den Sieg mit 36 der 43 Sitze, einige davon ohne Gegenkandidaten. Außer einigen unabhängige Kandidaten war die einzige andere Partei die islamische Front National pour la Justice (FNJ, National Front for Justice), nachdem einige andere Parteien zum Boykott aufgerufen hatten, weil keine unabhängige Wahlkommission vorhanden war und es keine Revision der Wahlregister gegeben hatte. Die Wahlbeteiligung war sehr niedrig. Sie lag bei ca. 20 %.

## Ergebnisse
|        |                                              |         |   |        |  |  |  |  |  |
| Partei | Partei                                       | Stimmen | % | Gesamt |  |  |  |  |  |
|        | Rassemblement National pour le Développement |         |   | 36     |  |  |  |  |  |
|        | Front National pour la Justice               |         |   | 3      |  |  |  |  |  |
|        | Unabhängige                                  |         |   | 4      |  |  |  |  |  |
| Gesamt | Gesamt                                       |         |   | 43     |  |  |  |  |  |